# Teke (Sprache)
Teke (auch Ost-Teke, Ibali, Kiteke und Teke-Ibali) ist eine Bantusprache und wird von circa 203.200 Menschen in der Demokratischen Republik Kongo und der Republik Kongo gesprochen.
Sie ist in der Demokratischen Republik Kongo in den Territoires Kwamouth und Masina und der Provinz Kinshasa mit circa 167.000 Sprechern und in der Republik Kongo in der Region Pool mit circa 36.200 Sprechern verbreitet. 
Teke wird in der lateinischen Schrift geschrieben. Circa 65–85 % der zweitsprachigen Sprecher können sie lesen und schreiben.

## Klassifikation
Teke bildet mit weiteren Sprachen die Gruppe der Teke-Sprachen. Nach der Einteilung von Malcolm Guthrie gehört Teke zur Guthrie-Zone B70. 
Teke hat die Dialekte Mosieno, Ngee (auch Esingee) und Bali (auch Ambali, Teo, Tio und Tyo).